# Wenzelsgasse 1–30

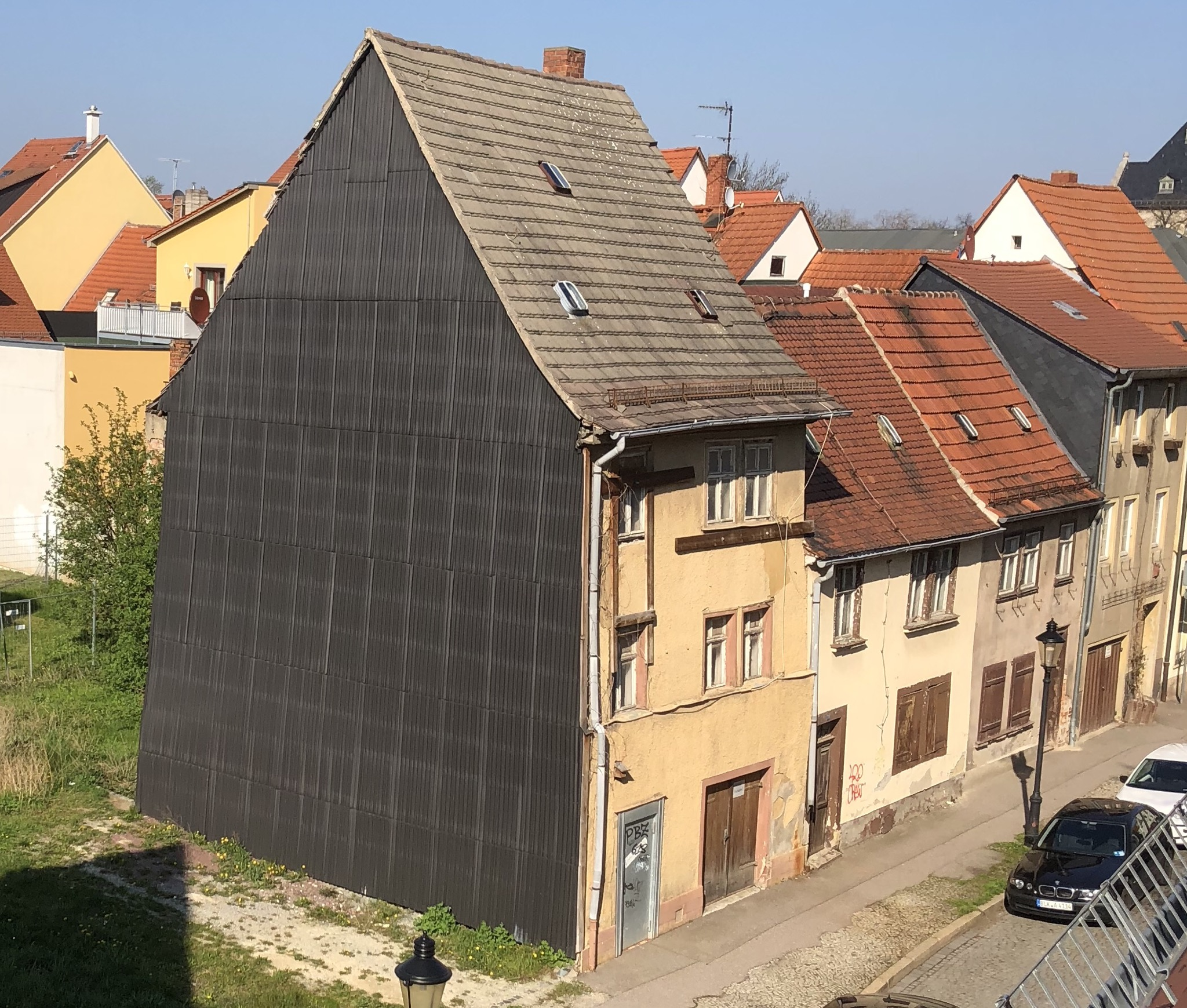
Blick auf den nordöstlichen Teil der Wenzelsgasse

Wenzelsgasse 1–30 ist der Name eines denkmalgeschützten Straßenzuges in Naumburg (Saale) in Sachsen-Anhalt.
Der Denkmalbereich befindet sich im südöstlichen Teil der Naumburger Ratsstadt und ist Teil des Denkmalbereichs Ratsstadt. Er erstreckt sich zwischen der Neustraße im Westen und der Straße Weingarten im Osten. Die Gebäude Wenzelsgasse 9 und 11 sind zugleich als Einzeldenkmale eingetragen. 
Die kleinteilige Grundstücksstruktur der Straße ist mit Häusern aus dem Barock bebaut, wobei sich schlicht und aufwendig gestaltete Gebäude abwechseln. Die mit Wohnhäusern bebaute Straße gehörte zum sogenannten Viehviertel Naumburgs und wurde lange als Viehgasse bezeichnet. 
Im örtlichen Denkmalverzeichnis ist der Straßenzug unter der Erfassungsnummer 094 80798 als Denkmalbereich verzeichnet.